# Ryg (anatomi)
 For alternative betydninger, se Ryg. (Se også artikler, som begynder med Ryg)
Ryggen er en del på et menneske eller dyr og er bagsiden af overkroppen.
| Anatomi | Spire Denne artikel om anatomi er en spire som bør udbygges. Du er velkommen til at hjælpe Wikipedia ved at udvide den. |